# Zánět vnějšího zvukovodu

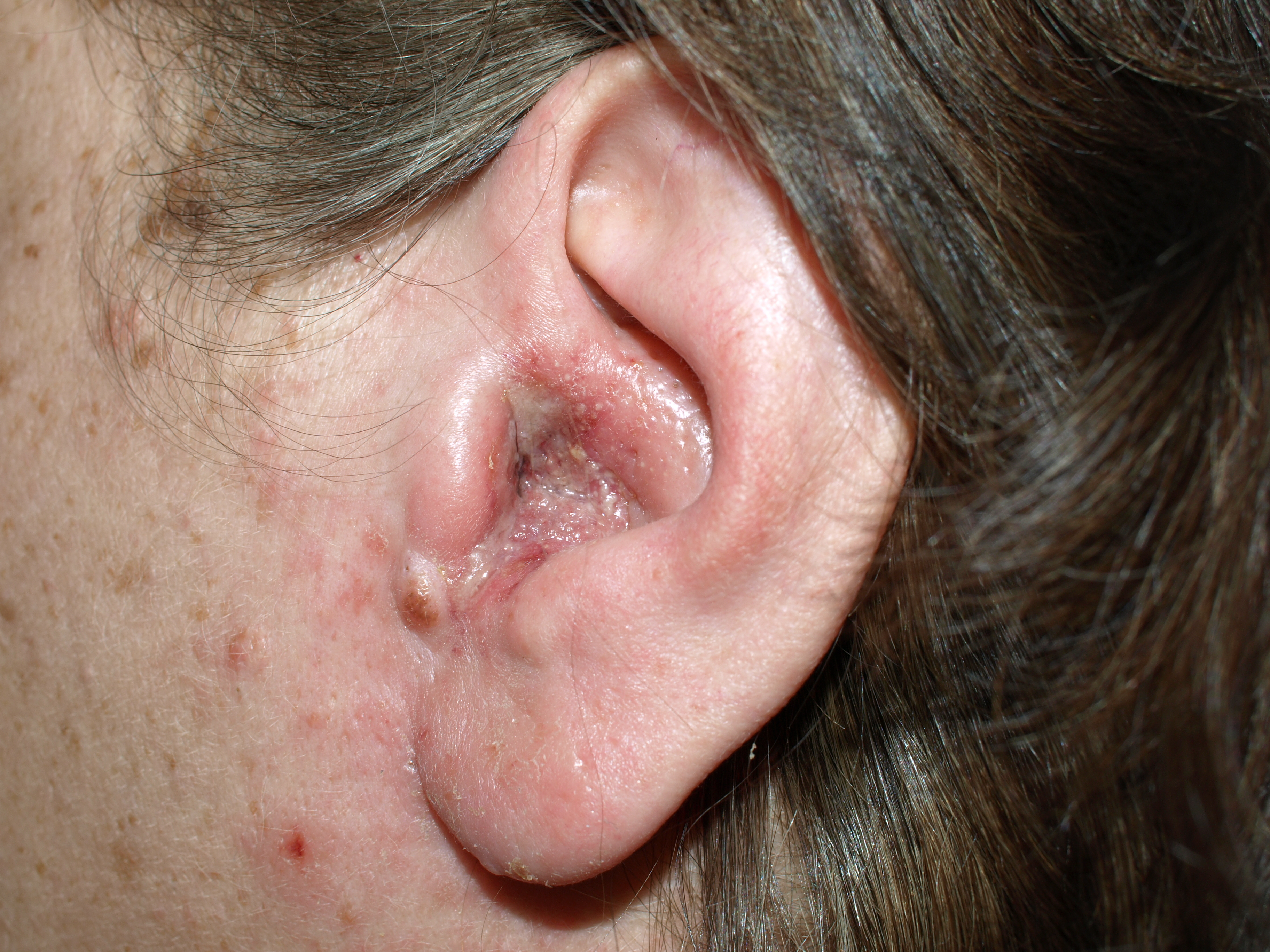
Externí otitída

Zánět vnějšího zvukovodu (Otitis externa), občas také plavecké ucho, patří k častým a bolestivým onemocněním vnějšího ucha, nejčastěji je způsoben bakteriemi, méně často viry a mykózou. Mezi mikroorganismy, vyvolávající záněty vnějšího zvukovodu patří Haemophilus influenzae, Streptococcus, Staphylococcus, Pseudomonas aeruginosa, E. coli, Proteus mirabilis, dále viry vyvolávající chřipku, herpetické viry a kvasinky, nejčastěji Aspergilus niger, flavus, fumigatus.
Vyskytuje se u všech věkových skupin. Pacienti toto onemocnění často zaměňují se zánětem středního ucha. Na rozdíl od zánětu středního ucha je zánět vnějšího zvukovodu:
- lokalizován v ušním kanále před bubínkem,
- vyskytuje se častěji v létě nebo při vodních aktivitách,
- nebývá provázen infekcemi horních cest dýchacích ani teplotami,
- typická je bolest objevující se při žvýkání a při tahu za boltec.[2]

Rozlišuje se zánět akutní (trvající méně než 6 týdnů) a chronický (trvající déle než 3 měsíce), infekční a neinfekční, dle rozsahu pak ohraničený a difúzní.

## Predispozice pro vznik zánětu vnějšího zvukovodu
- Porušení celistvosti kůže a mikrotraumatizace při čištění ucha – vnější neboli zevní zvukovod (auris externa) je vystlán kůži s mazovými žlázami, které produkují ušní maz, ten přirozeným způsobem váže odumřelé buňky a nečistoty a samočisticím mechanismem se jich zbavuje, není třeba ho nijak zvlášť odstraňovat. Při snaze o jeho odstranění může snadno dojít k porušení kůže zvukovodu, čímž se otevře cesta pro průnik choroboplodných zárodků a vznik zánětu. K poranění kůže vnějšího zvukovodu může dojít nejen při neopatrném čištění (např. vatovou tyčinkou), dochází k němu také při úrazech nebo bodnutí hmyzem. Poranění zvukovodu hrozí také při používání ušních svíček.[4]
- Zvýšená vlhkost ve zvukovodu – zánět zevního zvukovodu se na rozdíl od zánětu středního ucha vyskytuje převážně v letních měsících.  Nejčastější příčinou totiž bývá nadměrná vlhkost v uchu, která obvykle vzniká v důsledku koupání. Obzvlášť stojatá voda může obsahovat škodlivé mikroorganismy, jež patří mezi nejrizikovější faktory vzniku zánětu. Někdy se proto zánět vnějšího zvukovodu označuje jako „plavecké ucho“.[5]
- Narušení ochranné kožní bariéry při dermatologických onemocněních, např. psoriáza, pacienti trpící různými dermatitidami a ekzémy jsou ke vzniku tohoto onemocnění náchylnější.
- Zúžení zvukovodu kostními výrůstky ve vnitřní části zevního zvukovodu.
- Používání kosmetických přípravků zvyšujících pH kůže.[6]

## Diagnóza
Diagnózu určuje lékař na otorinolaryngologii (ORL), a to na základě symptomů a provedeného vyšetření ucha pomocí otoskopu.

## Léčba
U většiny zánětů vnějšího zvukovodu se jedná pouze o lokální léčbu, která spočívá v toiletě (výplachu) zvukovodu a odstranění detritu (odumřelé buňky a jejich zbytky), úpravě pH, redukci zánětlivého edému lokálními kortikosteroidy, v aplikaci antibakteriálních ušních kapek či antimykotických mastí..
Celková antibiotika se obvykle nepředepisují, pouze pokud se zánět šíří do okolí nebo u rizikových pacientů. Analgetika ke tlumení bolesti jsou zpravidla předepisována vždy. Během léčby je nutné ucho chránit před vodou. Tomuto onemocnění lze předcházet poměrně snadno, a to správnou ušní hygienou.